# Таран Ольга Олександрівна
О́льга Олекса́ндрівна Тара́н (1987—2022) — українська військовослужбовиця, фельдшер танкового батальону 36 ОБрМП. Нагороджена орденом «За мужність» ІІІ ступеня (посмертно).

## Життєпис
Народилася 22 травня 1987 у селищі Котельва на Полтавщині. Закінчила Котелевську гімназію № 1 імені С.А.Ковпака. Освіту фельдшера-акушера здобула у медичному училищі в Лубнах. 
Юною вийшла заміж за військового льотчика і переїхала до Миколаєва. Працювала в Миколаївському інтернаті № 5 для дітей-сиріт та дітей, позбавлених батьківського піклування, потім у Миколаївському центрі соціально-психологічної реабілітації дітей.
Одружилася вдруге і народила дочку.
В лавах Збройних сил України з 2015 року, перебувала у зоні бойових дій. Проходила службу в 503 ОБМП з початку його формування
За майже сім років служби була фельдшером танкового батальйону, фельдшером польового вузла зв’язку, бойовим медиком медичної роти.
Повномасштабне вторгнення зустріла на посаді виконувачки обов’язків начальниці медичного пункту танкового батальйону під Маріуполем. 24 лютого 2022 військові отримали наказ зайти у місто та тримати оборону на заводі «Азовмаш» (імені Ілліча). Польовий госпіталь Ольга організувала в одному з бункерів, сюди доправляла поранених, витягала їх із поля бою. 
Загинула 12 квітня 2022 від мінометного обстрілу під час прориву 36 ОБрМП із заводу «Азовмаш» у м. Маріуполь. Могла б урятуватися, та замість сховатися від обстрілу взялася надавати допомогу пораненому Якубінському. 
Тіло фельдшерки вдалося повернути додому у рамках обміну, 21 липня. Захисницю знайшли в одній із братських могил у Маріуполі. Похорон відбувся із військовими почестями у Котельві. Залишилися донька та чоловік, який також служить у ЗСУ.

## Нагороди
- Орден «За мужність» III ступеня (посмертно), (04 серпня 2022 року) [1][3]
- медаль «За врятоване життя» (7 квітня 2021 року);
- відзнака Міністерства оборони України «За зразкову службу» (06.03.2022);
- медаль «Ветеран війни» (03 квітня 2017 року);
- відзнака Президента України «За участь в антитерористичній операції» (17 лютого 2016 року).

## Вшанування пам'яті
- Одна з вулиць рідного селища Котельва носить назву — вул. Таран Ольги  (рішення Котелевської селищної ради від 18.01.2024) [4]